# Генерален щаб
Генералният щаб е висшият орган на военното управление, чиято цел е да подпомага командващия въоръжените сили на дадена страна.
В България исторически Генералният щаб осъществява военното ръководство на Българската армия. Органът е преименуван на Щаб на отбраната, считано от 12 май 2009 година.